# Enrico Carmassi
Enrico Carmassi (La Spezia, 1897 – Torino, 1975) è stato uno scultore italiano.

## Biografia
Sviluppata molto precocemente la passione per il disegno, ha l'opportunità di frequentare a Spezia  lo studio di Angiolo Del Santo che lo incoraggia ad iscriversi all'Accademia di Belle Arti di Carrara.
Le scarse risorse economiche e la guerra lo costringono ad abbandonare gli studi d'arte nel 1915 per aiutare la famiglia. È chiamato alle armi nel 1917 e vi rimane fino al termine del conflitto.
Tornato alla vita di civile, s'immerge nel vivace ambiente culturale di cui Spezia è ricca nel dopoguerra. I circoli culturali cittadini lo trovano sostenitore di un'arte svincolata dai canoni accademici e libera di esprimere una propria mobilità d'ispirazione.
Nel 1922 apre un proprio studio a La Spezia in via dei Mulini. Pur riconoscendosi non completamente preparato a causa degli studi forzatamente interrotti si sforza di elaborare un proprio linguaggio esente da trionfalismi e formalismi accademici.
Aderisce al movimento futurista, pur conservando la propria autonomia di espressione.
La fine degli anni Venti vede la sua attività di scultore raggiungere il massimo del consenso e di successo critico. Per il nuovo teatro spezzino Monteverdi esegue il corredo scultoreo delle statue delle Muse, dei fregi a decorazione della facciata, dei mascheroni per il proscenio.

Espone a Milano, Genova e a La Spezia. Nel 1934 espone  La donna elica alla Biennale di Venezia e, per due volte,  è invitato alle Quadriennali di Roma  ( Sesta e Ottava, ove espone,  rispettivamente, Ragazzo e Frammento ).
Gli anni Trenta lo trovano attivo anche nel campo della critica d'arte. Importante è il suo contributo alla creazione, con Fillia e Marinetti, del più prestigioso evento pittorico spezzino dal 1934 al 1940 e oltre, il Premio di pittura Golfo della Spezia, di cui fa parte della giuria insieme a Maraini e a Casorati.
Lo scoppio della seconda guerra mondiale comporta bombardamenti e distruzioni alla Spezia: il suo studio è ripetutamente colpito con gravi danni ai suoi lavori e al suo archivio.

Nel 1944 sposa Tullia Socin, pittrice trentina che aveva conosciuto in occasione del Premio di pittura spezzino; la coppia condivide a La Spezia lo studio e il lavoro.
Una rappresaglia di soldati nazisti gli distrugge lo studio. Decide allora di trasferirsi a Castellamonte in provincia di Torino, per dirigervi la locale Scuola d'Arte.
Dopo il pensionamento, nel 1958 si trasferisce definitivamente a Torino continuando a svolgere un proficuo lavoro, non solo scultoreo, ma anche di grafica e di ceramica che espone in ripetute occasioni a Torino, Biella Vercelli a Ivrea e ancora a La Spezia.
Muore improvvisamente a Torino nel novembre 1975.

## Opere principali
- Esedra ai Caduti di Pagliari, (1929), cimitero di La Spezia
- Vari rilievi funerari, cimitero di La Spezia
- Monumento a Cesare Battisti, La Spezia
- Monumento a Nazario Sauro, La Spezia (distrutto nel 1943)
- Decorazioni per il Teatro Monteverdi, La Spezia
- La donna elica[1], per la Casa d'Arte, La Spezia (1933)
- Ciclista[2], terracotta (1936)
- Eva pentita, gesso patinato (1936), Bolzano, Fondazione Socin
- Statue per la Chiesa di S.Andrea e S. Cipriano, La Spezia
- Statue di atleti[3],per lo Stadio Alberto Picco, La Spezia
- Monumento ai Caduti, Ceparana (SP)
- Monumento ai Caduti, Corniglia (SP)
- Torso femminile, (1957)
- Bozzetto per monumento ai sommergibilsti caduti[4], (1958)